# Пхаттхалунг (провинция)
Пхаттхалунг (тайск. พัทลุง) — провинция на юге Таиланда. Граничит с провинциями: Накхонситхаммарат, Сонгкхла, Сатун и Транг.

## Географическое положение
Пхаттхалунг расположена на полуострове Малакка. На востоке провинции расположено мелководное озеро Сонгкхла, а на западе простираются горные хребты Накхонситхаммарат.

## Население
Большую часть населения провинции составляют тайцы-буддисты, хотя 11,1 % придерживаются ислама. Большинство мусульман провинции имеют малайское происхождение, постепенно адаптировавшихся под тайским культурным влиянием.

## Административное деление

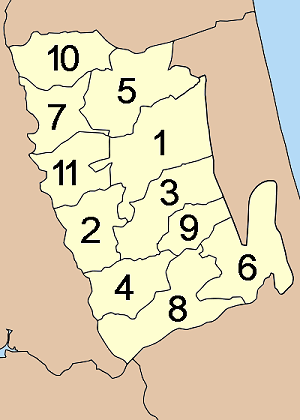
Деление провинции Пхаттхалунг

Провинция делится на 11 районов (ампхе), которые в свою очередь, состоят из 65 подрайона (тамбон) и 626 поселений (мубан):
| 1. Mueang Phatthalung 2. Kong Ra 3. Khao Chaison 4. Tamot 5. Khuan Khanun 6. Pak Phayun | 1. Si Banphot 2. Pa Bon 3. Bang Kaeo 4. Pa Phayom 5. Srinagarindra |